# (5419) Benua
(5419) Benua es un asteroide perteneciente al cinturón de asteroides, descubierto el 29 de septiembre de 1981 por la astrónoma ucraniana Liudmila Zhuravliova desde el Observatorio Astrofísico de Crimea (República de Crimea).

## Designación y nombre
Designado provisionalmente como 1981 SW7. Fue nombrado Benua en honor del arquitecto ruso Nikolaj Leont'evich Benua así como de sus hijos, el arquitecto Leontij Nikolaevich Benua y el pintor Aleksandr Nikolaevich Benua.

## Características orbitales
Benua está situado a una distancia media del Sol de 3,111 ua, pudiendo alejarse hasta 3,670 ua y acercarse hasta 2,551 ua. Su excentricidad es 0,179 y la inclinación orbital 5,181 grados. Emplea 2004,24 días en completar una órbita alrededor del Sol.

## Características físicas
La magnitud absoluta de Benua es 12,9. Tiene 13,907 km de diámetro y su albedo se estima en 0,083. 